# جيسي باول
جيسي باول (بالإنجليزية: Jesse Powell)‏ هو مغني أمريكي، ولد في 24 فبراير 1971 في غاري في الولايات المتحدة.

## وصلات خارجية
- جيسي باول على موقع ميوزك برينز (الإنجليزية)
- جيسي باول على موقع ديسكوغز (الإنجليزية)